# Hieronymus Bosch

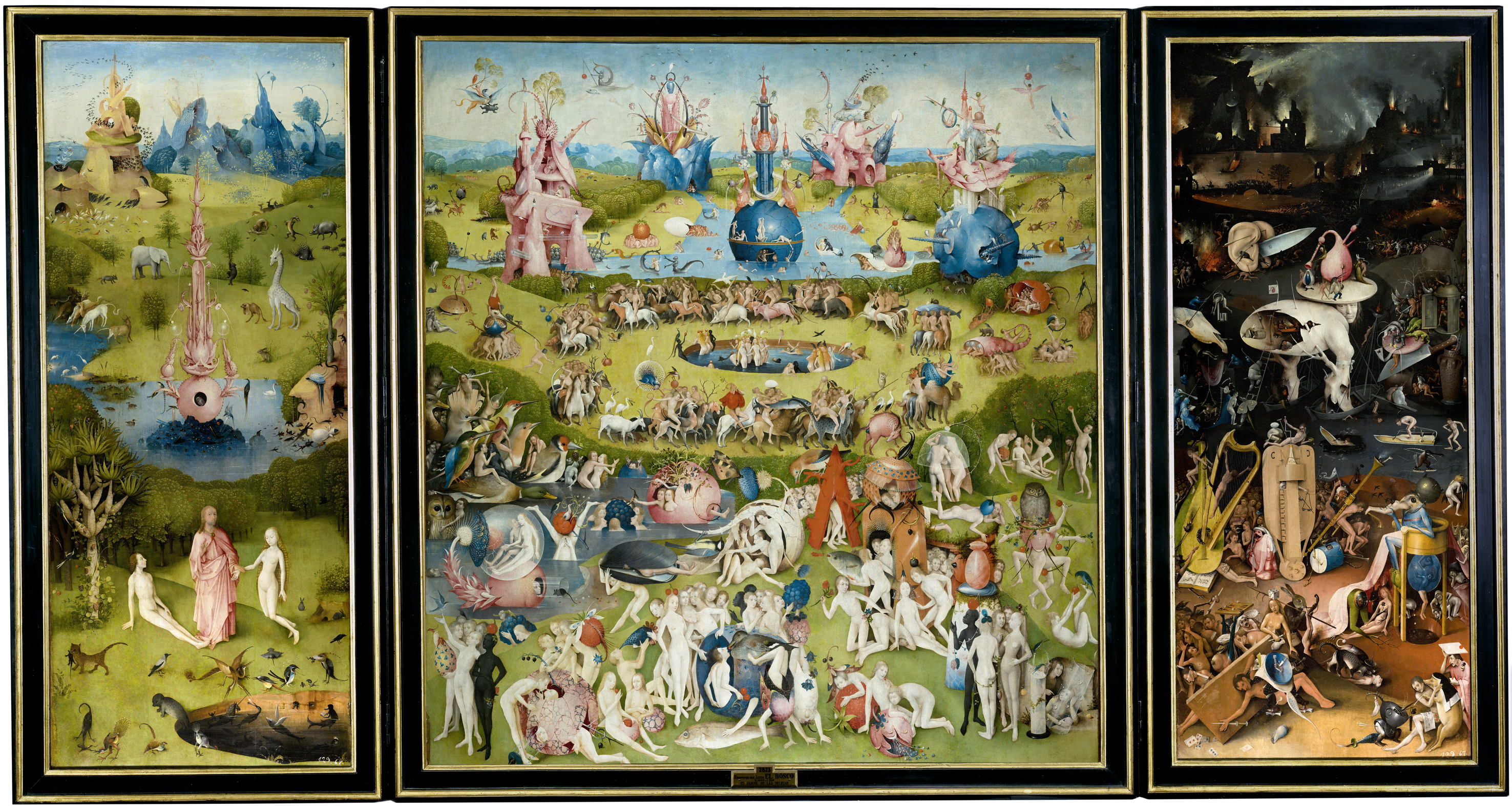
Lustarnas trädgård (cirka 1510). Pradomuseet, Madrid.

Hieronymus Bosch (uttal: [bɔsx]), född cirka 1450 i 's-Hertogenbosch, död där 9 augusti 1516, var en sengotisk nederländsk konstnär. Hans fantasirika verk har inspirerat många efterföljare, bland andra Pieter Bruegel den äldre och Salvador Dalí.

## Biografi

### Namnet
Konstnärens namn har ett antal olika varianter. Han föddes som Jeroen (Anthoniszoon) van A(e)ken, där den sista delen betyder "från Aachen". Han signerade många av sina tavlor som Jheronimus Bosch – efter hans födelseort 's-Hertogenbosch (ofta benämnd som Den Bosch, 'skogen'). På svenska är den mer korrekta latinska egennamnvarianten Hieronymus mest spridd.

### Bakgrund och produktion
Hieronymus växte upp i en konstnärsfamilj och gick förmodligen i lära hos sin far, Anthonius van Aken. 
Ett trettiotal av Hieronymus Boschs målningar finns bevarade, och även om han signerade sina verk så är inga av målningarna daterade. Bland de mest kända är De sju dödssynderna, Den yttersta domen, Sankt Antonius frestelser, Narrskeppet och Lustarnas trädgård. Triptyken Den yttersta domen  utfördes på uppdrag av Filip I.
Merparten av hans verk såldes under hans livstid till det spanska hovet och dessa finns idag på slott och museer i Spanien och Portugal. I Spanien gick han under namnet el Bosco (efter spanskans ord för 'skog').

## Stil och betydelse
Hieronymus koncentrerade sig i sitt måleri mycket på att porträttera ondskan och helvetet, för vilket han använde fantasifulla bilder av demoner, halvmänniskor och maskiner. Hans stil och figurer har en tydlig särprägel och nämns ofta som en inspirationskälla för många senare målare med drömlikt, fantastiskt och fantasmagoriskt innehåll. Psykologen och idéhistorikern Carl Gustav Jung har kallat honom "Det monstruösas mästare… upptäckaren av det omedvetna".
Hieronymus har inspirerat till många efterföljare. Surrealisten Salvador Dalí såg honom som sin föregångare.

## Verk i urval
Se även Kategori:Målningar av Hieronymus Bosch.
- Gycklaren (cirka 1477)
- De sju dödssynderna (cirka 1480; Pradomuseet, Madrid)
- Den yttersta domen, triptyk (cirka 1482; Wiens konstakademi)
- Döden och den girige (1485–1490; National Gallery of Art, Washington, D.C.)
- Jesusbarnet med gåstol (cirka 1500; Kunsthistorisches Museum, Wien
- Sankt Antonius frestelser (cirka 1500; Museu Nacional de Arte Antiga, Lissabon)
- Sankt Antonius frestelser (cirka 1500–1525; Pradomuseet, Madrid)
- Höskrindan (cirka 1500; Pradomuseet, Madrid)
- Narrskeppet (cirka 1500; Louvren, Paris)
- Lustarnas trädgård (1503–1504; Pradomuseet, Madrid)
- Ecce Homo (1515)

## Bilder
| - Jesusbarnet med gåstol (cirka 1500). |